# عقنفصاوات
عُقنْفُصَاوات (الاسم العلمي: Volucellini)، قبيلة حشرات من رتبة ذوات الجناحين وفصيلة السيرفيدية.

## قائمة الأجناس
- Copestylum Macquart, 1846
- Graptomyza Wiedemann, 1820
- Ornidia Lepeletier & Serville, 1828
- عقنفصة Geoffroy, 1762